# Denys Page
Denys Lionel Page, né le 11 mai 1908, mort le 6 juillet 1978, est un universitaire britannique, spécialiste de lettres classiques et d'histoire ancienne.

## Biographie
Denys Page est Regius Professor of Greek (Cambridge) (en) à l'université de Cambridge de 1950 à 1973 et Master (en) au Jesus College de 1959 à 1973. Il est élu à la British Academy en 1952.

## Publications
- Sappho and Alcaeus, 1955
- History and the Homeric Iliad, 1951
- Poetae Melici Graeci, 1962
- Epigrammata Graeca, 1975
- Further Greek Epigrams, Cambridge University Press.
- The Epigrams of Rufinus, Cambridge University Press.